# ناثانيل س. ريد
ناثانيل س. ريد (بالإنجليزية: Nathaniel C. Reed) هو قاضي ومحامي أمريكي، ولد في 1810 في مقاطعة تشامباين في الولايات المتحدة، وتوفي في 28 ديسمبر 1853 في سان فرانسيسكو في الولايات المتحدة.
1. ↑   https://www.supremecourt.ohio.gov/courts/judicial-system/supreme-court-of-ohio/justices-1803-to-present/. اطلع عليه بتاريخ 2025-01-06. {{استشهاد ويب}}: |url= بحاجة لعنوان (مساعدة) والوسيط |title= غير موجود أو فارغ (من ويكي بيانات) (مساعدة)